# 历代神仙通鉴
《历代神仙通鉴》，一名《三教同原录》，亦名《歷代神仙演義》，是一本记录从上古到明代的神仙之历史書，引用失传已久的《竹书》、《龟鉴》等编年史资料。本書编修於明代，题“江夏明阳宣史徐道述”，卷十八至二十二署“新安融阳亦史程毓奇续”。分首、二、三集，首集“仙真衍派”（一至八卷）；二集“佛祖传灯”（卷九至十六）；三集“圣贤贯脉”（卷十七至二十二）。共78万6千字。据上海江东书局印行本末云，徐道系明初「滇池侯」徐英之子徐人瑞六世孙，程毓奇则为明代理学家程翔之子程瑶的五世孙。
除了本土的神仙之外，《历代神仙通鉴》亦将基督宗教纳入。卷九第二节为“严子陵高屈光武，玛利亚贞产耶稣”，其中叙述東漢马援（前14年至49年）破西羌，有徒众祈求马援将其带入中土，未果，而至天方国云云。與基督教相關的內容包括了耶稣基督诞生、受洗、传教、受難、升天等事迹，所述与《新約圣经》所载大致相同，可窥明清之际基督教在中国影响之一斑。其文称：“远西国，人云去中国九万七千里……彼国初有童贞玛利亚，于辛酉岁（实汉元始元年），天神嘉俾厄尔恭报：‘天主特选尔为母。’已而果孕降生。母极喜敬，裹以常衣，置于马槽。群天神奏乐于空。后四十日，母抱献于圣师罢德肋，取名耶稣。”